# Oneplus 6T
Oneplus 6T, stiliserat som OnePlus 6T, var den nionde mobiltelefonen som tillverkades av det kinesiska företaget OnePlus.

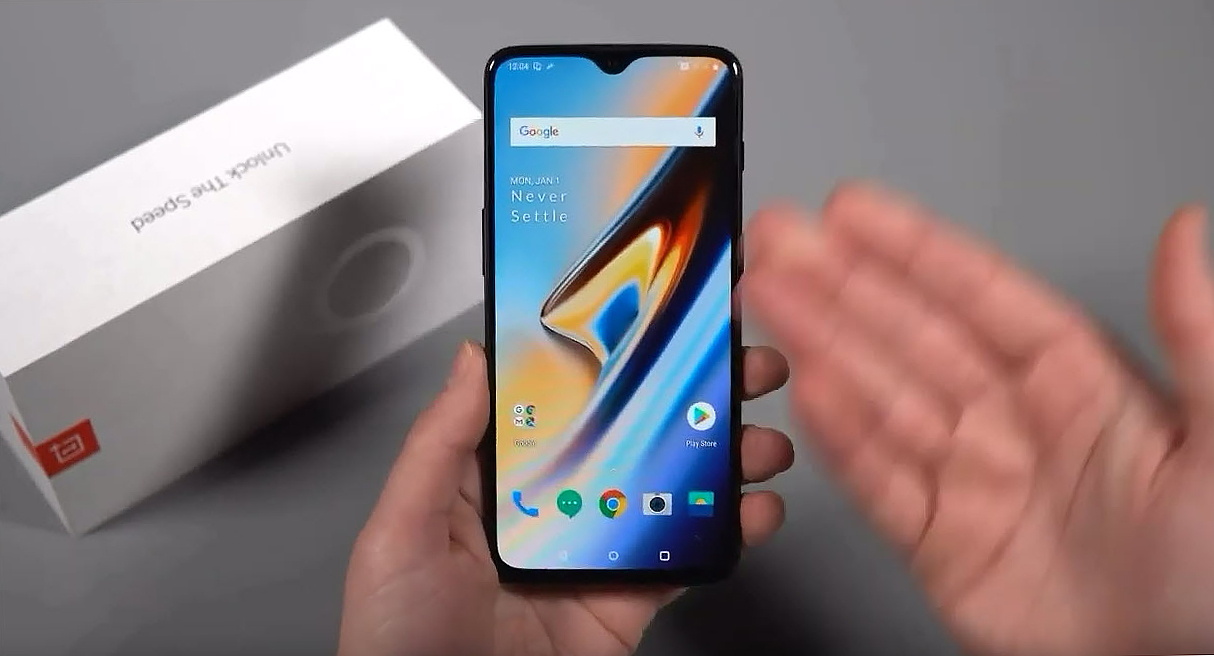
Oneplus 6T

## Specifikationer[1]
| CPU       | Qualcomm® Snapdragon™ 845 |
| GPU       | Adreno 630 |
| RAM       | 6 GB / 8 GB / 10 GB LPDDR4X |
| Lagring   | 128 GB / 256 GB UFS 2.1 2-LANE |
| Batteri   | 3700 mAh batteri |
| Kamera    | 16 Megapixel - Sony IMX 519 bakre kamera, 20 Megapixel - Sony IMX 376K sekundär bakre kamera, 16 Megapixel - Sony IMX 371 frontkamera |
| WIFI      | 2x2 MIMO, Wi-Fi 802.11 a/b/g/n/ac, 2.4G/5G                                                                                            |
| Bluetooth | Bluetooth 5.0 |
| NFC       | NFC-aktiverad |
| Högtalare | inbyggd mono speaker |
| Mikrofon  | inbyggd mikrofon |
| Portar    | USB 2.0 Type-C |
| Knappar   | Volume knappar, On-screen knappar |
| SIM       | Dubbla nano-SIM |
| I lådan   | 1x OnePlus 6T och en laddare |